# Merremia austinii
Merremia austinii är en vindeväxtart som beskrevs av J.A. Mcdonald. Merremia austinii ingår i släktet Merremia och familjen vindeväxter. Inga underarter finns listade i Catalogue of Life.